# 愛知県立鳴海高等学校
愛知県立鳴海高等学校（あいちけんりつなるみこうとうがっこう）は、愛知県名古屋市緑区にある県立の高等学校。

## 概要
緑区では唯一の県立高校である（名古屋市立であれば名古屋市立緑高等学校がある）。地元では鳴高（なるこう）と略される。
校章のモチーフは波と浜千鳥である。（この一帯の地名が「鳴海」であることに由来する。）
名古屋市立左京山中学校に隣接し、周辺には大高緑地公園がある。

## 沿革
- 1976年（昭和51年）4月1日 - 開校[2]。
- 2015年（平成27年） - 開校40周年記念式典開催。特別講演会で戦場カメラマンの渡部陽一が来校、講演。

## 校歌
- 榊原清彦：作詞／太田道子：作曲

## 部活動

### 体育・運動部
- 男子テニス部
- 女子テニス部
- ラグビー部
- サッカー部
- 野球部
- 陸上競技部
- 男子バスケットボール部
- 女子バスケットボール部
- 男子バレーボール部
- 女子バレーボール部
- 男子バドミントン部
- 女子バドミントン部
- フェンシング部
- 柔道部
- 剣道部
- 水泳部
- 卓球部
- 馬術部

### 文化部
- 吹奏楽部
- 筝曲部
- 家庭科部
- 美術部
- 写真部
- 茶華道部
- 囲碁将棋部
- 文芸部
- 演劇部
- 自然科学部
- 国際交流部

## 最寄り駅
- 名鉄名古屋本線 左京山駅下車、徒歩で約10分。

## 著名な卒業生
- 川瀬莉子（女優）
- 落合玄太（騎手）
- 榊原悠介（アナウンサー）